# Grand Prix Cycliste la Marseillaise 2022
Il Grand Prix Cycliste la Marseillaise 2022, quarantatreesima edizione della corsa, valevole come evento dell'UCI Europe Tour 2022 e come prima prova della Coppa di Francia categoria 1.1, si è svolta il 30 gennaio 2022 su un percorso di 174,5 km, con partenza dallo Château-Gombert e arrivo a Marsiglia, in Francia. La vittoria fu appannaggio del belga Amaury Capiot, che completò il percorso in 4h31'11", alla media di 38,564 km/h, precedendo il danese Mads Pedersen e lo spagnolo Francisco Galván.
Sul traguardo di Marsiglia 130 ciclisti, sui 143 partiti da Château-Gombert, portarono a termine la competizione.

## Squadre e corridori partecipanti
| N.      | Cod. | Squadra                  |
| ------- | ---- | ------------------------ |
| 1-7     | ACT  | AG2R Citroën Team        |
| 11-17   | GFC  | Groupama-FDJ             |
| 21-27   | COF  | Cofidis                  |
| 31-37   | UAD  | UAE Team Emirates        |
| 41-47   | IPT  | Israel-Premier Tech      |
| 51-57   | TFS  | Trek-Segafredo           |
| 61-67   | IWG  | Intermarché-Wanty-Gobert |
| 71-77   | EFE  | EF Education-EasyPost    |
| 81-87   | LTS  | Lotto Soudal             |
| 91-97   | ARK  | Team Arkéa-Samsic        |
| 101-107 | TEN  | TotalEnergies            |

| N.      | Cod. | Squadra                          |
| ------- | ---- | -------------------------------- |
| 111-117 | BBK  | B&B Hotels                       |
| 121-127 | BWB  | Bingoal Pauwels Sauces WB        |
| 131-137 | SVB  | Sport Vlaanderen-Baloise         |
| 141-147 | UXT  | Uno-X Pro Cycling Team           |
| 151-157 | CJR  | Caja Rural-Seguros RGA           |
| 161-167 | EKP  | Equipo Kern Pharma               |
| 171-177 | AUB  | St Michel-Auber 93               |
| 181-187 | GRL  | Go Sport-Roubaix Lille Métropole |
| 191-197 | 194  | Team U Nantes Atlantique         |
| 201-207 | NMC  | Nice Métropole Côte d'Azur       |

## Ordine d'arrivo (Top 10)
| Pos. | Corridore            | Squadra       | Tempo    |
| ---- | -------------------- | ------------- | -------- |
| 1    | Amaury Capiot        | Lotto         | 4h31'11" |
| 2    | Mads Pedersen        | Trek          | s.t.     |
| 3    | Francisco Galván     | Kern Pharma   | s.t.     |
| 4    | Edvald Boasson Hagen | TotalEnergies | s.t.     |
| 5    | Benoît Cosnefroy     | AG2R          | s.t.     |
| 6    | Bryan Coquard        | Cofidis       | s.t.     |
| 7    | Georg Zimmermann     | Intermarché   | s.t.     |
| 8    | Diego Ulissi         | UAE           | s.t.     |
| 9    | Alessandro Covi      | UAE           | s.t.     |
| 10   | Alberto Bettiol      | EF            | s.t.     |